# Vladimir Arzumanian
Vladimir Arzumanian (Armeens: Վլադիմիր Արզումանյան) (Stepanakert, Nagorno-Karabach, 26 mei 1998) is een Armeense zanger.

## Biografie
Arzumanian begon al op driejarige leeftijd met zingen en won al verscheidene nationale zangwedstrijden, zoals Carot en het Arno Babajanianfestival. Ook veroverde hij de derde plaats in de categorie 8 tot 12 jaar bij New Wave Junior 2010.
In 2010 nam Arzumanian deel aan de Armeense voorronde voor het Junior Eurovisiesongfestival. Hierbij wist hij met het nummer Mama 18 punten te vergaren, slechts één punt meer dan Lidushik en Meri Grigorian met Hai arev, maar genoeg om te winnen. Vervolgens mocht hij Armenië vertegenwoordigen op het Junior Eurovisiesongfestival 2010 in de Wit-Russische hoofdstad Minsk. Hoewel hij vooraf niet tot de uitgesproken favorieten gerekend werd, kwam hij na een spannende puntentelling toch als winnaar uit de bus. Hij kreeg in totaal 120 punten. Zijn voorsprong op de nummer twee, Rusland, was slechts één punt. Het was de eerste overwinning voor Armenië op het Junior Eurovisiesongfestival.
Het nummer Mama maakte Arzumanian in samenwerking met producer DerHova, die ook meewerkte aan het nummer Qele qele, de Armeense bijdrage aan het Eurovisiesongfestival 2008, in Belgrado. Voor het Junior Eurovisiesongfestival werden passages uit Mama geschrapt die waren overgenomen uit Für Elise van Beethoven.
2003: Dino Jelušić · 
2004: María Isabel · 
2005: Ksenia Sitnik · 
2006: The Tolmachevy Twins · 
2007: Aleksej Zjigalkovitsj · 
2008: Bzikebi · 
2009: Ralf Mackenbach · 
2010: Vladimir Arzumanian · 
2011: Candy · 
2012: Anastasija Petryk · 
2013: Gaia Cauchi · 
2014: Vincenzo Cantiello · 
2015: Destiny Chukunyere · 
2016: Mariam Mamadasjvili · 
2017: Polina Bogoesevitsj · 
2018: Roksana Węgiel · 
2019: Wiktoria Gabor · 
2020: Valentina · 
2021: Maléna · 
2022: Lissandro · 
2023: Zoé Clauzure
2007: Arevik · 
2008: Monika Manucharova · 
2009: Luara Hairapetian · 
2010: Vladimir Arzumanian · 
2011: Dalita · 
2012: Compass Band · 
2013: Monica Avanesian · 
2014: Betty · 
2015: Michael Varosian · 
2016: Anahit Adamian & Mary Vardanian · 
2017: Misha · 
2018: L.E.V.O.N. · 
2019: Karina Ignatian · 
2021: Maléna · 
2022: Nare · 
2023: Yan Girls